# Terremoto de Hyūga-nada de 2024
El terremoto de Hyūga-nada de 2024 (日向灘地震 Hyūga-nada jishin?) ocurrió el 8 de agosto de 2024, a las 16:42:55 JST (07:42 UTC), con una intensidad de Mw 7,1 en el mar de Hyūga frente a la costa de la prefectura de Miyazaki, en la isla de Kyushu, Japón, a 20 km al noreste de la ciudad de Nichinan.

## Información tectónica

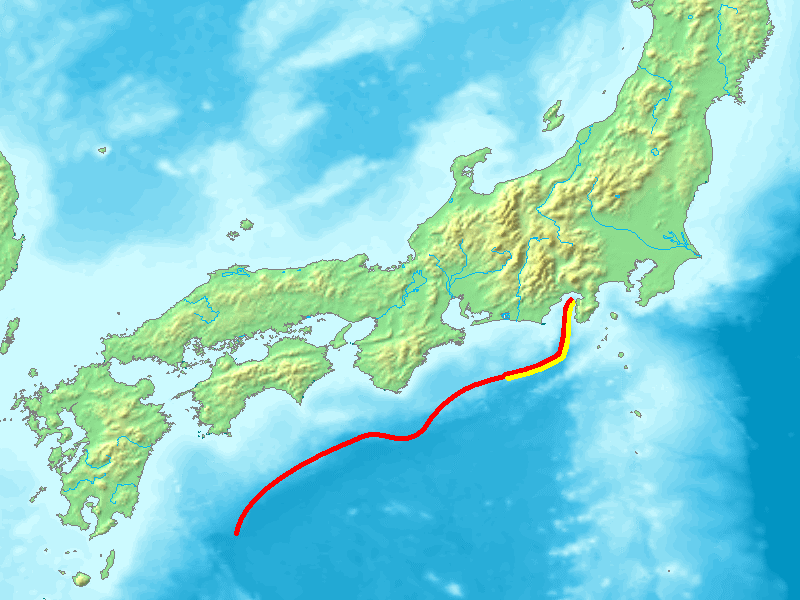
Localización de la fosa de Nankai.

El mar Hyūga está situado en el extremo suroeste de la fosa de Nankai, una zona de subducción activa. La depresión de Nankai representa el límite de la placa donde la placa del Mar de Filipinas se subduce debajo de la placa euroasiática . El área está asociada con grandes terremotos en 1968 de magnitud 7.5 y 1996 de magnitudes 6.7 y 6.8. El mar Hyūga se interpreta como una zona de transición entre la altamente acoplada fosa de Nankai en el noreste y la débilmente acoplada fosa de Ryukyu más al suroeste. 
Los terremotos de 1968 y 1996 fueron de la zona de subducción que ocurrieron en el límite de las placas. Acerca de 2 kilómetros (1,2 mi) debajo del fondo marino, se producen terremotos de baja frecuencia, cerca de la interfaz de subducción superficial. Debajo de la costa este de Kyushu, en la parte más profunda de la zona de subducción, se detectaron eventos de deslizamiento lento entre 1996 y 2017. 

## Terremoto
El Servicio Geológico de Estados Unidos emitió el terremoto de magnitud de 7,1, a una profundidad de 25 kilómetros y una intensidad máxima de Mercalli modificada de VII (Muy fuerte). 
El USGS informó inicialmente dos eventos, con magnitudes de 7,1 y 6,9 respectivamente. Esto se solucionó más tarde.

## Tsunami
Se emitió una alerta de tsunami después del terremoto. Se activó en las prefecturas de Kōchi, Ehime, Oita, Miyazaki y Kagoshima y predijo olas de hasta 3,3 pies.  Olas de tsunami de 50 cm (1,6 ft) se observaron posteriormente en Miyazaki, mientras que olas de 20 cm (0,66 ft) se observaron en Kōchi.  Las advertencias se levantaron a las 22:00 JST. 

## Daños y víctimas
El terremoto hirió al menos a 16 personas, dos de ellas en estado grave, destruyó dos casas y dañó otras 53 en Kyushu .   Cinco personas resultaron heridas en la prefectura de Miyazaki: dos en Nichinan y Miyazaki y otra en Miyakonojō . En Nichinan, la ciudad del castillo de Obi sufrió daños. Un tramo de la Ruta Nacional 220 se encontraba cerrado por desprendimientos de rocas. En Miyazaki una casa se derrumbó parcialmente y diez edificios y el aeropuerto de Miyazaki sufrieron daños menores. Se cancelaron dos vuelos de All Nippon Airways y otro de Solaseed Air, y algunos vuelos de Japan Airlines desde el aeropuerto sufrieron retrasos. Se produjeron fugas en las tuberías de agua en Kushima. En la prefectura de Kagoshima, dos personas resultaron heridas, varios muros y una casa de dos pisos se derrumbaron y en Ōsaki se levantaron carreteras. Se informó de un deslizamiento de tierra en Shibushi . Dos personas resultaron heridas en la prefectura de Kumamoto .    
Se suspendieron los servicios de Shinkansen en las líneas Kyushu y Nishi Kyushu, junto con el servicio de ferry de Kōbe a Miyazaki. No se detectaron anomalías en las centrales nucleares de Ikata y Sendai, situadas cerca del epicentro.